# Monarda bartlettii
Monarda bartlettii là một loài thực vật có hoa trong họ Hoa môi. Loài này được Paul Carpenter Standley mô tả khoa học đầu tiên năm 1937.